# 禄加镇
禄加镇，是中华人民共和国四川省眉山市仁寿县下辖的一个乡镇级行政单位。2019年12月，撤销天峨镇，将其所属行政区域划归禄加镇管辖。

## 行政区划
禄加镇下辖以下地区：
红卫社区、永福村、长沟村、大平村、法轮村、冲锋村、光华村、桃红村、新自村、大松村、大兴村、郑沟村、石坪村、光辉村、盈坪村和四方村。